# Pietro Barbolano
Pietro Barbolano est le 28e doge de Venise élu en 1026. Il est élu par l'assemblée des nobles après la déposition de son prédécesseur, Ottone Orseolo. Les dates de sa naissance et de sa mort sont inconnues.

## Biographie
Pietro Barbolano est le descendant d'une famille noble de Eraclea, les Barbolano (ou Centranico), dont descendrait la noble famille Salamon,.
Pietro Barbolano essaya d'obtenir de l'empereur du Saint-Empire, Conrad II, un renouvellement des privilèges commerciaux de Venise, qui avait été accordés par Otton III, mais il échoua. Entre-temps, l'empereur avait obligé le pape Jean XIX à convoquer un synode pour confirmer la suprématie du cardinal d'Aquilée, à l'époque Wolfgang von Treffen (en italien Poppone) face au patriarche de Grado, soutenu par Venise et Byzance. Les Hongrois, après le mariage du prédécesseur Ottone Orseolo avec la princesse Marie de  Hongrie, avaient des prétentions sur la Dalmatie vénitienne.
Profitant de l'absence de Domenico Flabanico, responsable de la déposition de Ottone Orseolo, les Orseolo capturèrent le doge, lui rasèrent la barbe et les cheveux et l'exilèrent à Constantinople, rappelant à Venise leur parent Ottone. Celui-ci, avant de rentrer, nomma régent son frère Orso, patriarche de Grado et mourut, un an après, avant de rentrer d'exil. Sa famille élut alors comme doge Domenico Orseolo. Le jour suivant, l'assemblée populaire élut Domenico Flabanico contraignant Domenico Orseolo à fuir.